# Гостинин
Гостѝнин (на полски: Gostynin; на руски: Гостынин) е град в Централна Полша в състава на Мазовско войводство. 
Административен център е на Гостинински окръг, както и на Гостининска община, без да е част от нея. Самият град е обособен в отделна община с площ 32,4 км2.

## География
Градът се намира в историческата област Мазовия. Разположен е на 20 km югозападно от Плоцк и на 110 km западно от Варшава.

## История
За пръв път селището е споменато през 1279 година във връзка с дадените привилегии на Плоцкото епископство от княз Болеслав II Мазовецки. От 1329 година става седалище на кастелан. Селището получава градски права по Кулмското право през 1382 година от княз Шемовит IV.
Първите защитни съоръжения на града са построени през XIV век представляващи дървен замък и тухлена кула. През 1439 г. в замъкът е построен дървен параклис. Замъкът е преустроен през 1532 г., а през 1552 г. в него отсяда крал Зигмунт II Август. 
В периода на Смутното време (1598–1613 г.) в Гостининския замък през юни 1611 г. е пленен от поляците и затворен сваленият от престола руски цар Василий IV Шуйски (1552 – 1612 г.), където той и умира през септември 1612 г. Заедно с него в замъка са държани брат му Дмитрий Иванович († 17 септември 1612 г.) и неговата съпруга Екатерина Григориевна († 15 ноември 1612 г.), дъщеря на известния държавник Малюта Скуратов. Първоначално всички те са погребани близо до портите на замъка, а през 1620 г. князете Василий и Дмитрий са тържествено препогребани в мавзолей, специално построен от полския крал Сигизмунд III във Варшава.
През април 1635 г. прахът на тримата погребани затворници по молба на руския цар Михаил Фьодорович е препогребан в Русия.
Вероятно тук е бил държан и третият им брат Иван Иванович Шуйски, по прякор Пуговка (освободен от плен през 1620 г.).
По време на войната срещу шведите (Велика северна война) през XVIII век градът е силно разрушен. 
Вследствие на поделбите на Полско-литовската държава между Руската империя, Свещената римска империя (Австрийска империя от 1806 г.) и Кралство Прусия през 1793 г. градът става част от Прусия, а през 1807 г. – част от Варшавското херцогство. 
През 1809 г. в Гостинин избухва пожар, а през 1815 г. градът става част от Полското кралство, което е част от Руската империя. По времето на Руската империя Гостинин е административен център на Гостинински уезд (област) във Варшавска губерния.
През 1824 г. в града пристигат тъкачи от германските държави и съживяват икономиката на града. Построени са кметството, обществена пералня и бояджийница. През 1832 г. е построено хале, в което се помещава пазар, а през 1879 г. е основана доброволческата пожарна команда на Гостинин. Първата книжарница е открита през 1888 г. Строежът на гимназията започва през 1904 г. и е открита през 1911 г.
На 16 септември 1939 г. войските на германския Вермахт достигат Гостинин. По време на окупация на Полша от Нацистка Германия (1939–1945 г.), градът става седалище на окръг Валдроде. Много от жителите са депортирани в концентрационния лагер Дахау или екзекутирани на място. Нацистката окупация на града приключва на 18 януари 1945 г.

## Администрация
През годините 1975–1998 г. градът административно принадлежи към Плоцкото войводство.
По данни от 2002 г.  Гостинин има площ от 32,31 km², включително:
- земеделска земя: 27%
- гори: 55%.

По данни от 1 януари 2011 г. площта на града е 32,40 km².

## Население
Населението награда възлиза на 17 207 души (1 януари 2023 г.). Гъстотата е 531 души/км2.
Демография
- 1921 г. – 6920 души
- 1939 г. – 12 000 души
- 1946 г. – 7357 души
- 1995 г. – 20 198 души
- 2004 г. – 19 414 души
- 2008 г. – 18 953 души
- 2017 г. – 18 720 души[8]
- 2023 г. – 17 207 души

## Фотогалерия
- Ян Люксембургски, крал на Бохемия, крал на Полша, придобива и предоставя градовете Плоцк, Вишогрод и Гостинин като феод на княз Вацлав Плоцки, през 1329 г..
- Неороманска църква „Свети Мартин“ в Гостинин, проектирана от Ярослав Войчеховски, разрушена от германците през 1941–1942 г.
- Вляво – замъкът през 2009 г., вдясно – неоготическа замъчна църква
- Гостинският замък и неоготическа замъчна църква край него през 2014 г.
- Църквата при Гостининския замък в процес на реконструкция (2005 г.)
- Църква „Св. Марчин“ и паметник на папа Йоан-Павел II
- Параклис „Св. Яков“, построен през 1886 г.
- Пазарен площад и кметство от 1879 г.
- Карта на Гостинински окръг във Варшавска губерния и картина на руините на някогашния замък, преустроен в евангелска църква. 1907
- Колонената зала в Гостининския замък
- Гостининският замък